# 惯性测量单元

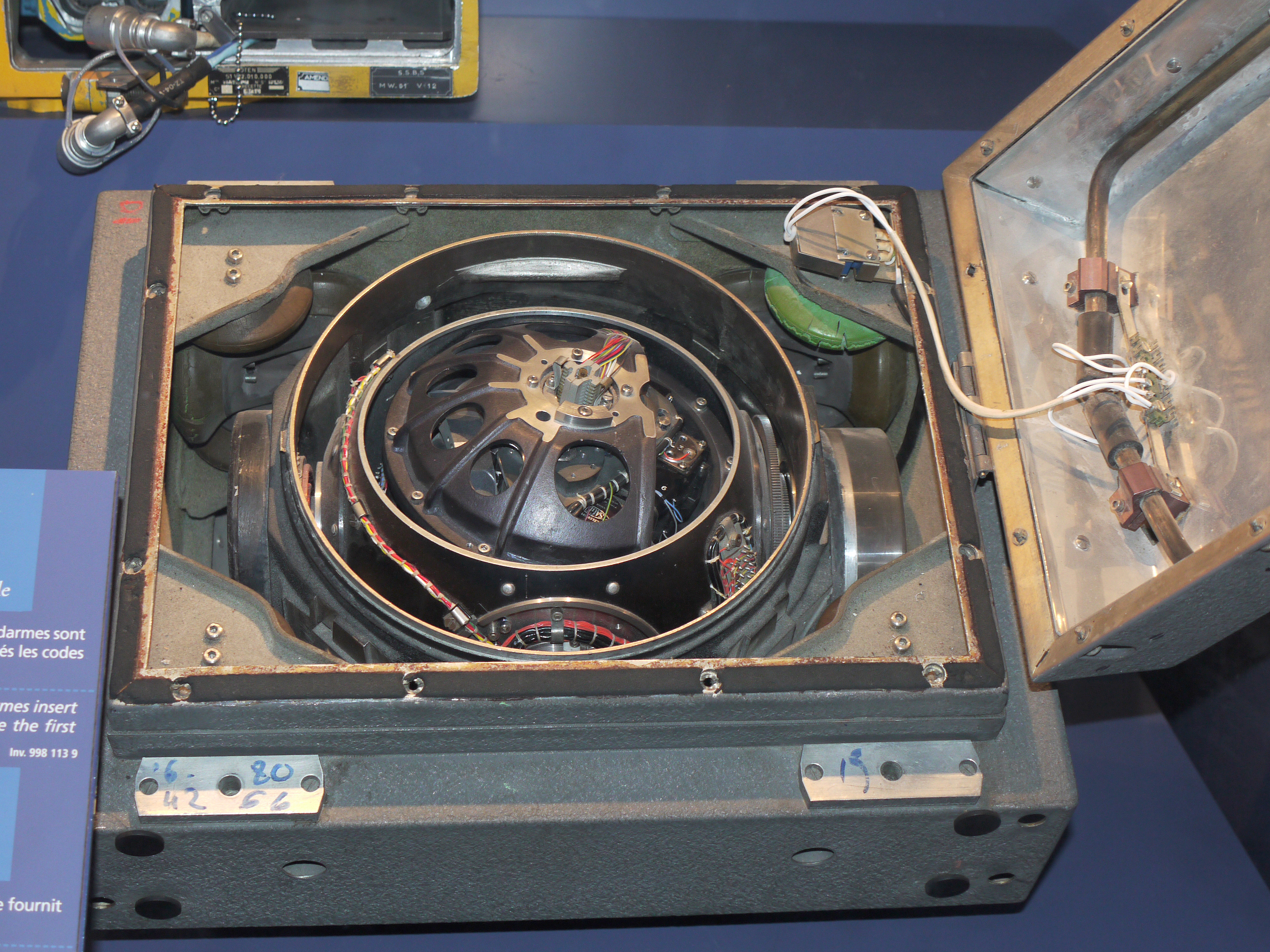
一个法国制造使用机械传感器的IMU

惯性测量单元（英語：Inertial measurement unit，簡稱IMU）是测量物体三轴姿态角（或角速率）以及加速度的装置。
一般的，一个IMU内会装有三轴的陀螺仪和三个方向的加速度计，来测量物体在三维空间中的角速度和加速度，并以此解算出物体的姿态。为了提高可靠性，还可以为每个轴配备更多的感測器。一般而言IMU要安装在被测物体的重心上。
IMU大多用在需要进行运动控制的设备，如汽车和机器人上。也被用在需要用姿态进行精密位移推算的场合，如潜艇、飞机、导弹和航天器的惯性导航设备等。

## 操作原理
IMU透過一或多個加速規去偵測加速度，以及一或多個陀螺儀去偵測轉動率。有些元件甚至具備磁力儀以用於航向參考。典型的配置是在每一個方向軸上各採用了一顆加速規、一顆陀螺儀和一顆磁力儀，以對應偏航、俯仰、翻滾三種不同的姿態主軸。

## 应用
IMU通常被整合到惯性导航系统中，后者利用原始IMU测量值来计算姿态、角速率、线速度以及在全局参考系的位置。
IMU 还在许多消费类产品中用作方向传感器。几乎所有的智能手机和平板电脑都搭载IMU作为方向传感器。